# Arbieto
Arbieto – miasto w Boliwii, w departamencie Cochabamba, w prowincji Esteban Arce.